# Трей-Финтинь
Трей-Финтинь, Трей-Финтині (рум. Trei Fântâni) — село у повіті Нямц в Румунії. Входить до складу комуни Демук.
Село розташоване на відстані 254 км на північ від Бухареста, 45 км на південний захід від П'ятра-Нямца, 140 км на захід від Ясс, 119 км на північ від Брашова.

## Населення
За даними перепису населення 2002 року у селі проживала 21 особа, усі — румуни. Усі жителі села рідною мовою назвали румунську.